# Cabezas de Hierro
Las Cabezas de Hierro son dos de los picos más importantes de la sierra de Guadarrama (sierra perteneciente al sistema Central) y los segundos más altos de la misma, con una altitud de 2381 m s. n. m. (Cabeza de Hierro Mayor). También representan la máxima altitud de la Cuerda Larga, una importante ramificación de la sierra. Se encuentran en el límite entre los términos municipales de Manzanares el Real, al sur, y Rascafría, al norte, en el noroeste de la Comunidad de Madrid (España).

## Características

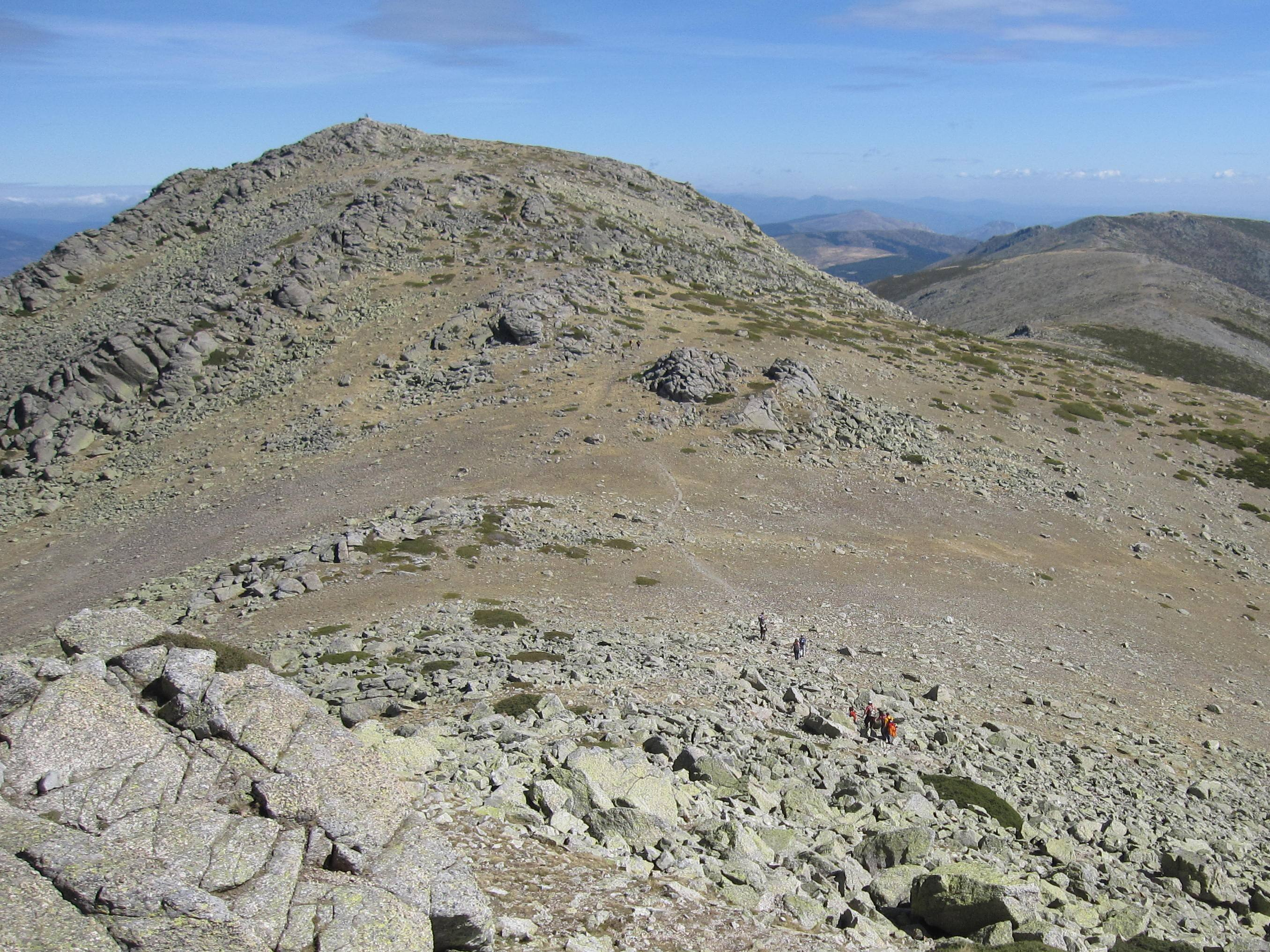
Cima de la Cabeza de Hierro Mayor desde la Cabeza Menor.

El nombre les viene a estas cimas porque contienen algo de hierro magnético cerca de las cumbres. Esta montaña es la segunda más alta de la sierra de Guadarrama, después de Peñalara. Esta es una cumbre doble, es decir, son dos picos que están muy cerca uno del otro (700 m les separan). El más alto de los dos es la Cabeza de Hierro Mayor (2381 m), siendo el segundo pico más alto de la sierra de Guadarrama y de la Comunidad de Madrid. Su pico hermano es la Cabeza de Hierro Menor (2374 m).

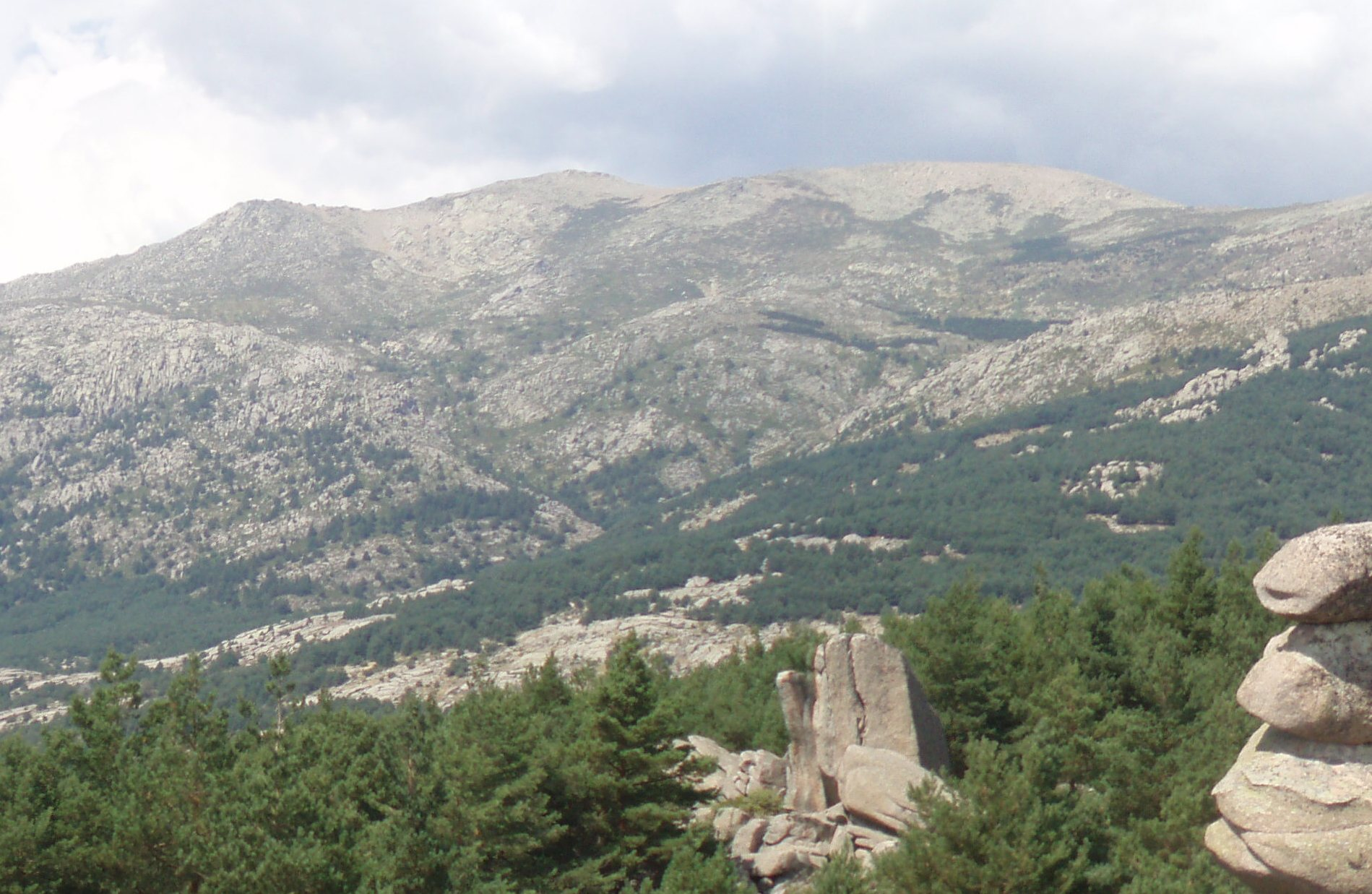
Vista sur de las Cabezas de Hierro desde La Pedriza. La Cabeza Menor a la izquierda y la Mayor a la derecha.

Representan la mayor elevación de la Cuerda Larga, y están situadas en el centro de esta línea montañosa. Al oeste está el Cerro de Valdemartín y al este la Loma de Pandasco. Tienen un perfil redondeado, visible desde más de 140 km de distancia. La vertiente sur de esta montaña está dentro del Parque Regional de la Cuenca Alta del Manzanares y es el punto más alto de este espacio protegido. La Pedriza y la Garganta del Manzanares se extienden por su ladera sur y el valle del Lozoya por la cara norte. Por encima de los 2000 metros de altitud el paisaje está dominado por los canchales y algunas praderas alpinas. Por debajo de la citada cota abundan los bosques de pino silvestre, especialmente densos en la cara norte.

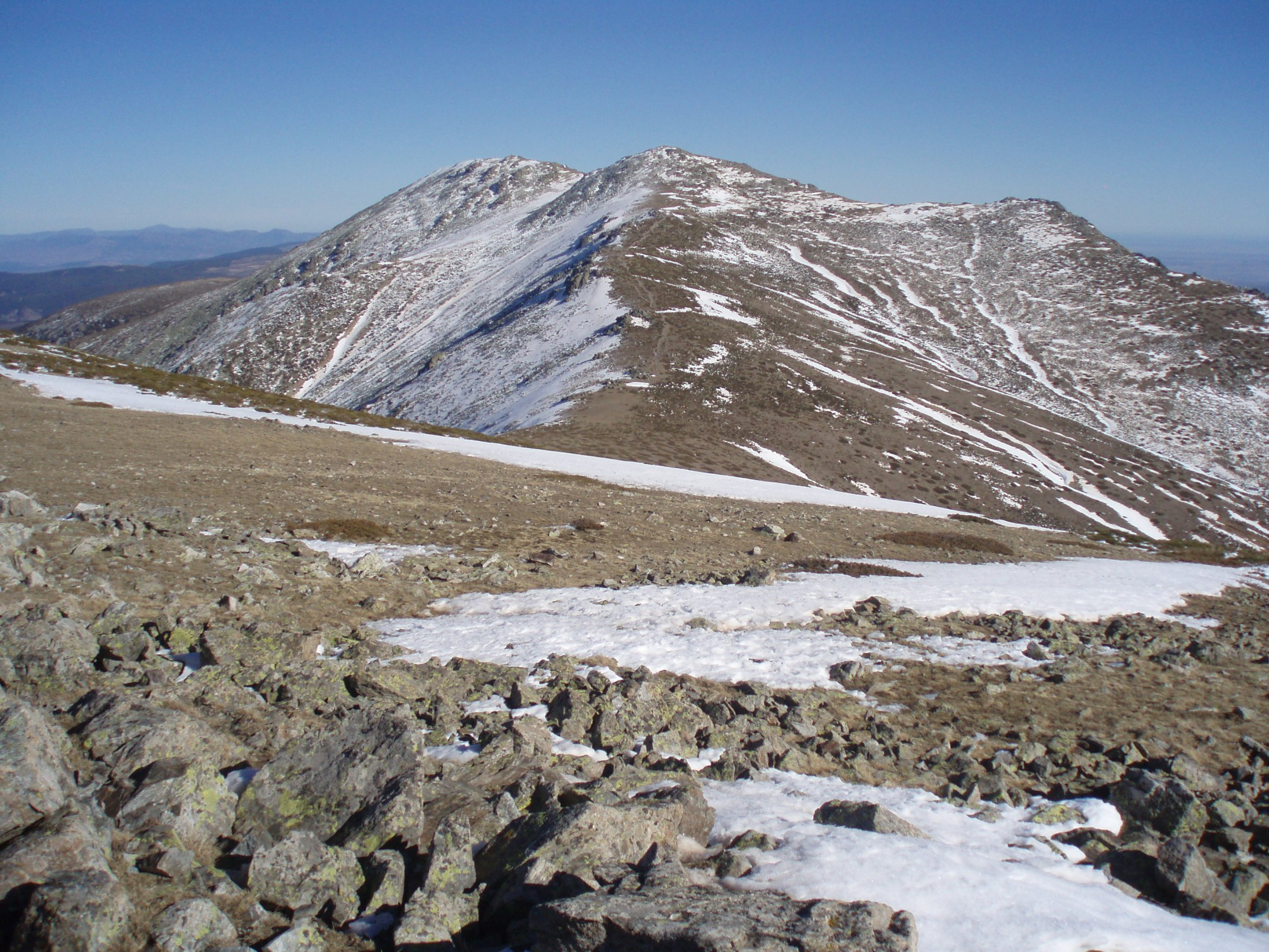
Vista oeste de las Cabezas de Hierro, desde la cima del Cerro de Valdemartín.

## Ascensión
El ascenso, que no entraña dificultades técnicas, se puede hacer saliendo desde varios lugares. Uno de ellos es el puerto de Navacerrada, de donde sale una pista de hormigón que asciende en dirección este pasando por la Bola del Mundo y el Cerro de Valdemartín. Finalmente llega a las cumbres después de 8 km de trayecto. Las mayores complicaciones que entraña este ascenso son su gran longitud, que es de 16,8 km (ida y vuelta), y el gran desnivel acumulado, que es de 1112 metros. Después de llegar a la cumbre se puede continuar el sendero para completar la travesía de Cuerda Larga, una de las más populares en esta sierra.
Otra manera de llegar a la cima es por el norte, saliendo del refugio del Pingarrón. Para llegar al punto de partida debemos llegar en coche al puerto de Cotos, donde se toma la carretera que lleva a estación de esquí de Valdesquí. Tras 800 metros en ella se deja el coche para comenzar a andar por una pista forestal que sale a la izquierda de la carretera y que llega al citado refugio de montaña después de unos 250 metros. En este punto se continúa hacia el sur y tras cruzar el arroyo de las Cerradillas se pueden tomar varios senderos que ascienden por la cara norte de la montaña. Este último tramo tiene una notable pendiente y se realiza por canchales. Esta vía tiene un desnivel acumulado de unos 700 metros, menor que el que sale del puerto de Navacerrada, sin embargo el problema radica en que todo ese desnivel se salva al final de la ruta y en un tramo muy corto, por lo que la pendiente es bastante fuerte.
El ascenso más cómodo y sencillo de todos es el que comienza en el aparcamiento de la estación de esquí de Valdesquí, a la que se accede por la citada carretera que sale del puerto de Cotos. Esta ruta salva un desnivel acumulado de unos 700 metros, pero las pendientes no son tan importantes como las de la ascensión que comienza en el refugio del Pingarrón. Los crampones y piolets son necesarios durante el invierno y parte de la primavera debido a las grandes cantidades de nieve y hielo que acumulan.
Finalmente se puede subir también por el arroyo de Valhondillo, desde el Puente de la Angostura y pasando por los Tejos de Barondillo (otra grafía del mismo paraje), con un desnivel acumulado de unos 1200m pero bastante progresivo.

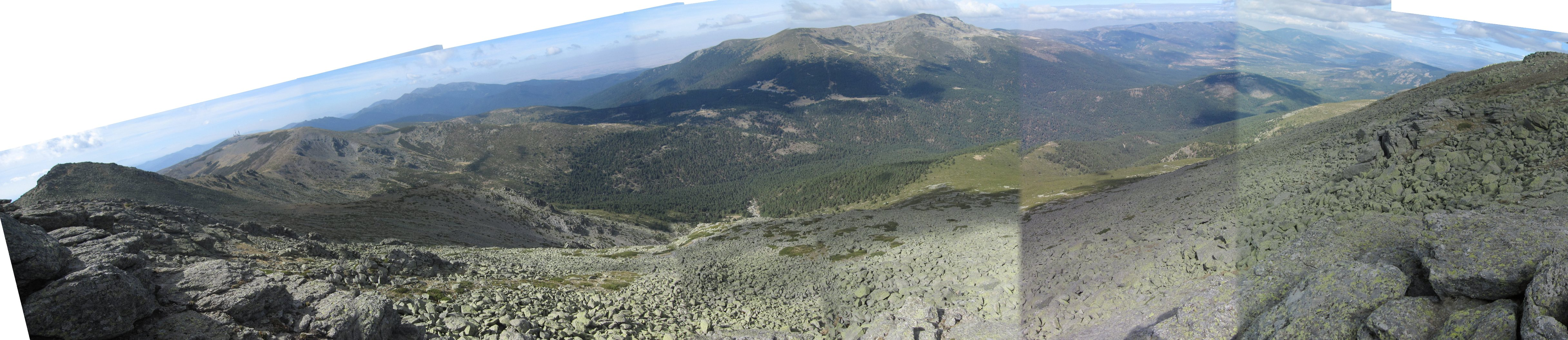
Vista panorámica hacia el norte desde la cima.

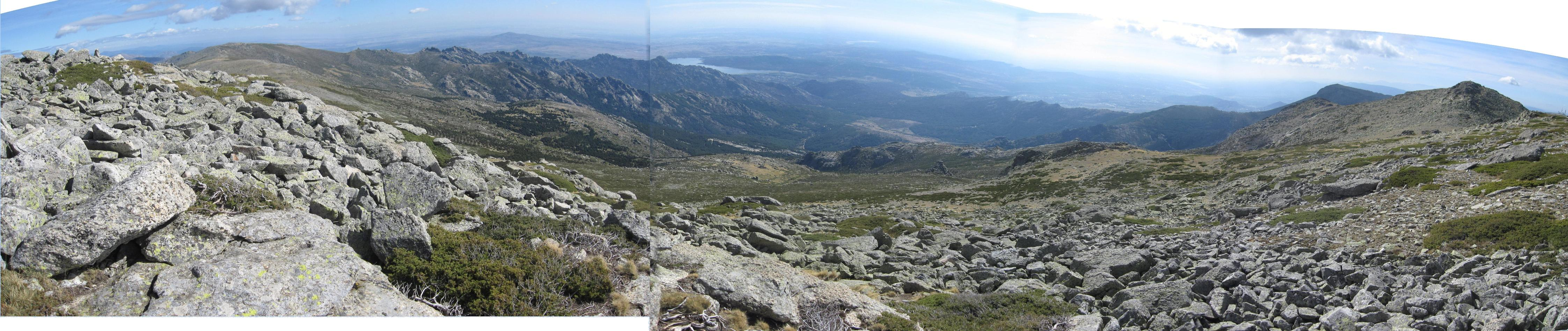
Vista panorámica hacia el sur desde la cima.